# Calothamnus rupestris
Calothamnus rupestris es una especie de arbusto del género Calothamus endémico de Australia Occidental.

## Características
De gran porte, llega a medir 2 m de altura y 2 m de anchura. Posee ramas gruesas que se asemejan a las de los pinos. Las inflorescencias, de color rosa o rosa rojizo, se alinean a un lado del tallo. Florece a mediados del invierno.

## Cultivo
Vegeta bien en la mayoría de los suelos a condición de que estén bien drenados. Los especímenes jóvenes no resisten las heladas fuertes.